# Lenglet
Lenglet is een gehucht in de Franse gemeente Aire-sur-la-Lys in het departement Pas-de-Calais. Het ligt in het zuiden van de gemeente, zo'n twee kilometer ten zuidoosten van het stadscentrum van Aire-sur-la-Lys. Het gehucht ligt aan het riviertje de Lacque, tegen de grens met buurgemeente Lambres. In het oostelijk deel van Lenglet sluit de bebouwing aan op die van het gehucht Trézennes in Lambres.

## Geschiedenis
Op de 18de-eeuwse Cassinikaart staat de plaats aangeduid als Langlet. De plaats was afhankelijk van de parochie van de Église Saint-Pierre in Aire-sur-la-Lys.
Het riviertje de Lacque vormde hier lang de grens tussen de gemeenten Aire-sur-la-Lys en Lambres. In het westen van Lenglet bevonden zich verschillende woningen op de noordelijke oever van de Lacque, op het grondgebied van Aire-sur-la-Lys, maar deze percelen werden alle ontsloten via brugjes over de Lacque op een straat op het grondgebied van Lambres. In 1997 werd daarom een grenscorrectie uitgevoerd, waarbij iets meer dan 12 ha van Lambres werd aangehecht bij Aire-sur-la-Lys. De gemeentegrens werd iets zuidelijker gelegd, zodat zowel de percelen als hun straat nu in de gemeente Aire-sur-la-Lys liggen.
Aire-sur-la-Lys · Garlinghem · Glomenghem · Grand Neufpré · Houleron · La Jumelle · La Lacque · Lenglet · Mississippi · Moulin le Comte · Pecqueur · Petit Neufpré · Rincq · Saint-Martin · Saint-Quentin · Widdebrouck

Lijst van Franse gemeenten · Arrondissement Sint-Omaars · Pas-de-Calais · Hauts-de-France